# 프롬 비기닝 투 엔드
프롬 비기닝 투 엔드(Do Comeco Ao Fim, From Beginning To End)는 브라질에서 제작된 알루이시오 아브란체스 감독의 2009년 드라마 영화이다. 알루이시오 아브란체스 등이 제작에 참여하였다.

## 출연
- 루카스 코트린
- 줄리아 레멘츠
- 파비오 아순카오
- 장 피에르 노어